# Jean-François Niceron

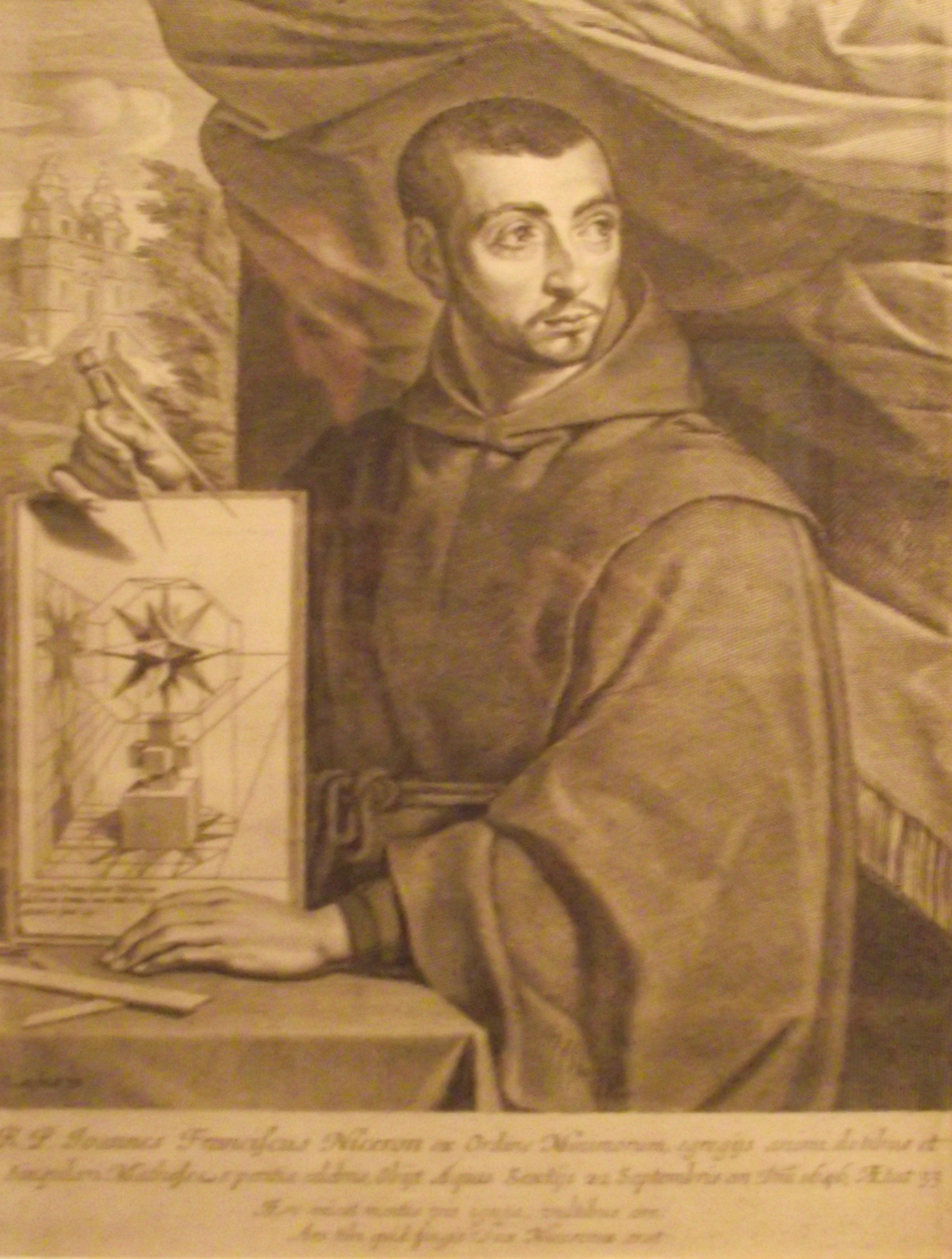

Jean-François Niceron (Parijs, 5 juli 1613 – Aix-en-Provence, 22 september 1646) was een Franse natuurkundige en wiskundige. Hij staat bekend om zijn bijdragen op het gebied van de optica.
Al van jongs af aan toonde Niceron een grote interesse in wiskunde. Op 19-jarige leeftijd trad Niceron toe tot de Orde der Miniemen. Niceron was ook een kunstenaar, met een bijzondere interesse in het gebruik van anamorfose in religieuze kunst. Hij kende de leidende wetenschappers in Frankrijk en Italië, zoals Fermat, Descartes, Cavalieri en Kircher, en was op de hoogte van de laatste theoretische ontwikkelingen. Met de bedoeling een wetenschappelijke oplossing te vinden voor de problemen die door perspectief worden aangedragen, werkte Niceron de geometrische algoritmen uit voor het produceren van anamorfische kunst en publiceerde hij in 1638, op 25-jarige leeftijd, een verhandeling getiteld La Perspective Curieuse, ou magie artificielle des effets merveilleux ("Het merkwaardige perspectief of de kunstmatige magie van geweldige effecten").
Toen in het begin van de jaren 1630 een aantal wetenschappelijke genootschappen werd opgericht, werd Niceron lid van de Circle of Mersenne. Zijn band met deze samenlevingen leidde tot associaties met enkele van de beste intellectuelen uit Parijs en Rome. Deze relaties met de academische wereld hielpen hem op de hoogte te blijven van intellectuele vorderingen. Hij volgde de optica en geometrie op de voet en gebruikte deze kennis om de anamorfe schilderijen te maken waar hij bekend om staat.
Hij stierf op 22 september 1646 op 33-jarige leeftijd.